# Джексон, Джон Джеймс
Джон Джеймс Джексон (англ. John James Jackson, 11 апреля 1977, Бишоп-Окленд, Дарем) — британский бобслеист, пилот, с 2005 года выступающий за сборную Великобритании. Бронзовый призёр зимних Олимпийских игр 2014 года. Участник зимних Олимпийских игр в Ванкувере, неоднократный призёр национальных первенств, различных этапов Кубка мира и Европы. Помимо выступлений за бобслейную команду является также военнослужащим.

## Биография
Джон Джексон родился 11 апреля 1977 года в городе Бишоп-Окленд, графство Дарем. В молодости выбрал для себя карьеру военного, служил в Королевской морской пехоте и до двадцати восьми лет вообще не имел никакого отношения к профессиональному спорту. В сентябре 2005 года он побывал на просмотре начинающих бобслеистов, проходившем в Батском университете, произвёл хорошее впечатление на тренеров, выиграл бронзу на европейском чемпионате среди новичков-разгоняющих и спустя четыре месяца присоединился ко второму составу национальной сборной, который соревнуется в основном на Кубке Европы, причём сразу же сел на место пилота. Первые значимые результаты Джексон начал показывать в 2007 году, когда занял четвёртое место на этапе европейского кубка в итальянской Чезане, дебютировал в Кубке мира и попал на мировое первенство в швейцарском Санкт-Мориц, где с четырёхместным экипажем финишировал девятым.
В следующем сезоне завоевал звание чемпиона Великобритании, как в двойках, так и четвёрках. На чемпионате мира 2008 года в немецком Альтенберге был тринадцатым с четвёркой и четвёртым в командных состязаниях по бобслею и скелетону. Год спустя на мировом первенстве в американском Лейк-Плэйсиде выступил немного хуже, заняв среди двухместных экипажей лишь двадцать второе место и среди четырёхместных лишь семнадцатое, но, тем не менее, в кубковых заездах продолжал показывать неплохие результаты. Благодаря череде удачных выступлений удостоился права защищать честь страны на зимних Олимпийских играх 2010 года в Ванкувере. В программе двухместных экипажей их двойка с разгоняющим Дэном Мани была дисквалифицирована, зато в четвёрках, где к ним присоединились разгоняющие Генри Нвумэ и Эллин Кондон, пришёл к финишу семнадцатым.
На этапах Кубка Европы в 2011 году Джексон трижды попадал в число призёров, выиграл в том числе две бронзовые медали и одну золотую (чего ранее не удавалось сделать ни одному британцу), тогда как на мировом первенстве в Кёнигсзее добрался в двойках только до двадцатой позиции. На чемпионате мира 2012 года в Лейк-Плэсиде в зачёте двоек во время третьей попытки потерпел крушение и не смог финишировать, при этом в четвёрках закрыл десятку сильнейших, а со смешанной командой расположился на седьмой строке. Ныне является ведущим пилотом в сборной Великобритании, на Олимпийских играх 2014 года в Сочи финишировал в четвёрках пятым.
После дисквалификации Международным олимпийским комитетом Александра Зубкова и ряда российских бобслеистов за нарушение антидопинговых правил, их результаты показанные на Олимпийских играх 2014 года были аннулированы. В 2019 году произошло перераспределение медалей, в котором британская бобслейная четвёрка стала бронзовым призёром игр.
Карьера профессионального бобслеиста со временем вынудила Джона Джексона покинуть спецназ королевской морской пехоты, однако службу в армии он всё-таки продолжил, став военным инструктором по физической подготовке — на данный момент имеет звание сержанта. Встречается с бобслеисткой Полой Уокер, которая тоже служит в вооружённых силах.